# Annamanum sikkimense
Annamanum sikkimense là một loài bọ cánh cứng trong họ Cerambycidae.